# Episodi di Big Sky (seconda stagione)
La seconda stagione della serie televisiva Big Sky è composta da 18 episodi.
In Italia gli episodi vengono pubblicati sulla piattaforma on demand Disney+. 
| nº | Titolo originale         | Titolo italiano              | Prima TV USA      | Prima TV Italia  |
| -- | ------------------------ | ---------------------------- | ----------------- | ---------------- |
| 1  | Wakey, Wakey             | Sveglia, sveglia             | 30 settembre 2021 | 5 gennaio 2022   |
| 2  | Huckleberry              | Mirtilli                     | 7 ottobre 2021    | 12 gennaio 2022  |
| 3  | You Have to Play Along   | Impara a stare al gioco      | 14 ottobre 2021   | 19 gennaio 2022  |
| 4  | Gettin' Right to It      | Dritto al punto              | 21 ottobre 2021   | 26 gennaio 2022  |
| 5  | Mother Nurture           | Madre nutrice                | 11 novembre 2021  | 2 febbraio 2022  |
| 6  | Heart-shaped Charm       | Il ciondolo a forma di cuore | 18 novembre 2021  | 9 febbraio 2022  |
| 7  | Little Boxes             | Piccole scatole              | 9 dicembre 2021   | 16 febbraio 2022 |
| 8  | The End Has No End       | La fine non ha fine          | 16 dicembre 2021  | 23 febbraio 2022 |
| 9  | Trust Issues             | Questioni di fiducia         | 24 febbraio 2022  | 8 giugno 2022    |
| 10 | Happy Thoughts           | Pensieri felici              | 3 marzo 2022      | 15 giugno 2022   |
| 11 | Do No Harm               | Non fare del male            | 10 marzo 2022     | 22 giugno 2022   |
| 12 | A Good Boy               | Saresti la persona giusta    | 17 marzo 2022     | 29 giugno 2022   |
| 13 | The Shipping News        | Novità in consegna           | 24 marzo 2022     | 6 luglio 2022    |
| 14 | Dead Man's Float         | Morto a galla                | 31 marzo 2022     | 13 luglio 2022   |
| 15 | The Muffin or the Hammer | Questo non verrà perdonato   | 7 aprile 2022     | 20 luglio 2022   |
| 16 | Keys to the Kingdom      | Le chiavi del regno          | 5 maggio 2022     | 27 luglio 2022   |
| 17 | Family Matters           | Questioni di famiglia        | 12 maggio 2022    | 3 agosto 2022    |
| 18 | Catch a Few Fish         | Pescare qualche pesce        | 19 maggio 2022    | 10 agosto 2022   |